# Éric Delvaux
Pour les articles homonymes, voir Delvaux.
Éric Delvaux, né le 13 décembre 1963, est un journaliste français exerçant essentiellement à la radio. Il travaille à France Inter depuis 1999, en tant que rédacteur en chef et présentateur de journaux. À la télévision, il a notamment présenté sur M6 le magazine d'investigation Secrets d'actualité de 2006 à 2008.

## Biographie

### Formation et débuts professionnels
Formé au Centre de formation et de perfectionnement des journalistes, Éric Delvaux commence sa carrière sur la chaîne de télévision RFO Martinique en 1990. Après avoir présenté Le journal du soir, il devient rédacteur en chef sur la radio RFO Paris en 1991.

### France Inter
En 1999, Éric Delvaux rejoint la rédaction de France Inter.
Il présente les journaux de l'après-midi puis la revue de presse le week-end, et est joker à la présentation des grandes éditions. 
En 2005, Éric Delvaux devient le rédacteur en chef des matinales de France Inter. 
De septembre 2006 à juin 2011, il présente les journaux de 18 h et 20 h de la station. Il assure par ailleurs des remplacements à la présentation du 13/14, du 7/9, du Téléphone sonne ou encore du journal de 8 h (intérim de mars 2007 à juin 2007). 
En septembre 2011, Éric Delvaux devient rédacteur en chef du 6/7 de France Inter et à partir du 21 mai 2012 remplace Audrey Pulvar à la présentation de cette émission. 
De septembre 2013 à septembre 2017, il coprésente Le 5/7 avec la journaliste belge Charline Vanhoenacker, puis Catherine Boullay à compter d'août 2014. 
De septembre 2017 à juin 2023, il présente le 6/9 du week-end en tandem avec Patricia Martin puis Carine Bécard à partir de septembre 2021.
Pendant l'été 2018 il présente le 6/9 de France Inter en semaine[réf. nécessaire].
Depuis septembre 2023 il présente les journaux du week-end de 13h et 19h de France Inter.

### Télévision
Du 8 octobre 2006 au 24 août 2008, il présente le magazine d'investigation Secrets d'actualité sur M6, succédant à Laurent Delahousse qui est parti à la rédaction de France 2.
En juin 2010, Éric Delvaux coprésente Le Sept Huit en simultané sur Télé Réunion et Radio Réunion, participant ainsi à une expérience de multimédia.